# 乌山站 (湖南省)
烏山站是石长铁路的一個車站，位于湖南省长沙市望城区，郵政編码为410209。本站于1997年啟用，离撈刀河站25公里，离石門縣北站239公里，曾为会让站，后于石长铁路增建二线时封闭，无旅客列车停靠，不辦理行李、包裹托运，不办理货物发送、到达。隶属广铁集团长沙车务段管辖。本站于2019年在原址新建客运站，引出石长铁路至长株潭城际铁路乌山联络线。但由于周边道路等配套设施尚未完善，本站还未开启办理客运业务。